# Ærøskøbing
Ærøskøbing és una petita ciutat danesa de l'illa d'Ærø, és la capital del municipi d'Ærø que forma part de la regió de Syddanmark, ambdós creats l'1 de gener del 2007 com a part d'una reforma territorial.
Ærøskøbing es va fundar probablement entre el 1235 i el 1320 quan l'illa pertanyia als marquesos de Brandenburg. Oficialment l'any de la fundació de la ciutat és el 1250 segons el registre de l'església. La ciutat va prosperar gràcies al comerç basat en un bon port natural. El 22 d'abril del 1629 un gran incendi va assolar Ærøskøbing i va destruir diverses cases i l'ajuntament. A la vila és visible una forta influència del nord d'Alemanya. La Guerra dels Ducats no va afectar massa la ciutat però quan el Tractat de Viena del 1864 va reincorporar l'illa a Dinamarca va començar a perdre importància i població en perdre la seva activitat comercial tradicional amb l'oest.
Ærøskøbing va romandre com una petita ciutat d'importància local, i això no ha canviat encara. Tanmateix, el seu creixement lent ha tingut l'avantatge de permetre la conservació del seu centre històric gairebé inalterat, i avui dia ha esdevingut un atractiu pel turisme, que s'ha convertir en el nou motor econòmic.